# Elektroničko ratovanje
Elektroničko ratovanje je svaka akcija koja uključuje uporabu elektromagnetske i usmjerene energije u svrhu nadzora elektromagnetskog spektra ili za napadaj na neprijateljsku stranu.
Elektroničko ratovanje se može podijeliti u više dijelova.

## Elektronički napad
Elektronički napadi su aktivno ili pasivno korištenje elektromagnetskog spektra kako bi se spriječilo da ga neprijatelj koristi.
Aktivni elektronički napadi uključuje aktivnosti ometanja, elektromagnetskog spektra, aktivno otkazivanje i korištenje elektromagnetskog pulsa.
Pasivni elektronički napadi uključuje aktivnosti kao što su chaffovi, mamci, baloni, radarski reflektori i stealth letjelice.
Većina suvremenih tehnika elektronskog napada se smatraju povjerljivim informacijama, odnosno čuvanim vojnim tajnama.

## Elektronička zaštita
Elektronička zaštita uključuje sve mjere vezane uz sprječavanje, odnosno umanjivanje efikasnosti neprijateljskih aktivnosti vezanih uz elektroničke napade, što se najčešće odnosi na zaštitu osoblja, objekata, opreme ili ciljeva. Elektronička zaštita se također odnosi i na mjere kojim se prijateljske snage štite od efekata vlastitog elektroničkog napada.
Aktivna elektronička zaštita uključuju aktivnosti kao što su tehničke modifikacije radio opreme (kao frequency-hopping spread spectrum ili FHSS).
Pasivna elektronička zaštita uključuju takve aktivnosti kao što je obrazovanje operatera (održavanje striktne discipline) te modifikacije taktike i operacija na bojnom polju.

## Elektronička podrška
Elektronička podrška je pasivno korištenje elektromagnetskog spektra kako bi se dobili obavještajni podaci o neprijatelju u svrhu pronalaženja, identifikacije, lociranja i presretanja potencijalnih prijetnji i meta.
Ovi obavještajni podatci se mogu koristiti neposredno, za otvaranje topničke vatre i za zapovjed zračnog napada, za mobilizaciju prijateljskih snaga i dovođenje na određeno mjesto i odredište na bojnom polju na temelju prijašnjih akcija.
Operacije elektronskog napada neprijatelj može uočiti proučavajući aktivne prijenose. Elektronička podrška se, s druge strane, može provoditi, a da neprijatelj za to ne zna. Srodnu aktivnost zvanu SIGINT, stalno provode svjetske države kako bi doznale što više podataka o neprijateljskim, ali i savezničkim zemljama i njihovoj elektronskoj opremi.

## Poveznice
- NSA

## Vanjske poveznice
Electronic Counter Measures (PDF) (Lee Pucker) - engleski
Hrvatski vojnik o ED  Arhivirana inačica izvorne stranice od 14. veljače 2008. (Wayback Machine)